# MC Fioti
MC Fioti es un rapero y productor brasileño de funk carioca. Nació el 30 de agosto de 1994 en Itapecerica da Serra, São Paulo, Brasil.

## Biografía
Saltó a la popularidad en 2016 gracias a su sencillo "Vai Toma", experto en redes sociales, que grabó con su compañero MC nativo de São Paulo, Pikachu. Caracterizado por producciones esbeltas y brillantes con graves pesados, Fioti desencadenó una avalancha de pistas durante el próximo año con una variedad de diferentes colaboradores como MC Lan y el dúo de hip-hop, Tribo da Periferia. Una remezcla de su pegadiza canción de 2017 "Bum Bum Tam Tam" se incendió cuando se convirtió en una colaboración a cinco bandas con Future, J Balvin, Stefflon Don y Juan Magán convirtiéndose en su mayor sencillo hasta la fecha. La canción original ha recibido más de 1.300 millones de visitas en YouTube.
En enero de 2021, lanzó el video de "Bum bum tam tam (remix vacina Butantan)", grabado en la sede del Instituto Butantan, con la participación de empleados de la institución, en honor a la labor del centro de investigación en el desarrollo de la vacuna CoronaVac en asociación con la empresa biofarmacéutica Sinovac Biotech.

## Discografía
- # Vemverão (Warner Music)
- Sat k ladinha (Música Warner)
- Band Life (Música Warner)
- Nois es Thug Life (Warner Music)
- Bum Bum Tam Tam
- Ahí va xerecão (Warner Music)
- De Quebradinha (Música Warner)
- Maloqueiro (Música Warner)
- Desciende con la pierna abierta (Warner Music)
- Square (Música Warner)
- Crawler and Bum (Warner Music)
- Taikondo (Música Warner)
- Bum Bum Tam Tam (Remix) (Aftercluv Dance Lab / Island / Universal)
- Vida casada (música de Warner)
- Bum Bum Tam Tam (Remix) (Aftercluv Dance Lab / Island / Universal)

## Gráficos
| Año  | Título                                                                              | Posiciones de cumbre | Posiciones de cumbre | Posiciones de cumbre | Posiciones de cumbre | Posiciones de cumbre | Posiciones de cumbre | Certificación |
| Año  | Título                                                                              | BELIO                | FRA                  | GER                  | ITA                  | ESP                  | SWI                  | Certificación |
| ---- | ----------------------------------------------------------------------------------- | -------------------- | -------------------- | -------------------- | -------------------- | -------------------- | -------------------- | ------------- |
| 2017 | "Bum Bum Tam Tam"                                                                   | —                    | 5                    | —                    | —                    | 87                   | 54                   |               |
| 2017 | "Bum Bum Tam Tam (Remix)"(MC Fioti / Future / J Balvin / Stefflon Don / Juan Magan) | 17                   | 108                  | 51                   | 42                   | 9                    | 51                   |               |
| 2019 | "Mueve" (Gianluca Vacchi, Nacho, Becky G con MC Fioti)                              | —                    | —                    | —                    | —                    | —                    | —                    |               |